# Beilstein Journal of Nanotechnology
Le Beilstein Journal of Nanotechnology (abrégé en Beilstein J. Nanotechnol.) est une revue scientifique à comité de lecture, publiée par le Beilstein-Institut zur Förderung der Chemischen Wissenschaften. Ce journal en libre accès publie des articles dans domaine des nanotechnologies.
D'après le Journal Citation Reports, le facteur d'impact de ce journal était de 2,332 en 2013. 
Le directeur de publication est Thomas Schimmel (Institut de technologie de Karlsruhe, Allemagne).